# I liga 1993-1994
La I liga 1993-1994 fu la 68ª edizione della massima serie del campionato polacco di calcio, la 60ª edizione nel formato di campionato. La stagione iniziò il 21 luglio 1993 e si concluse il 15 giugno 1994. Il Legia Varsavia vinse il campionato per la quinta volta nella sua storia. Capocannoniere del torneo fu Zenon Burzawa, attaccante del Sokół Pniewy, con 21 reti realizzate.

## Stagione

### Novità
Dalla I liga 1992-1993 vennero retrocessi in II liga lo Szombierki Bytom, lo Śląsk Breslavia, l'Olimpia Poznań e lo Jagiellonia; mentre vennero promossi dalla II liga 1992-1993 il Polonia Varsavia, lo Stal Stalowa Wola, il Warta Poznań e il Sokół Pniewy.

### Formula
Le diciotto squadre partecipanti si affrontavano in un girone all'italiana con partite di andata e ritorno, per un totale di 34 giornate. La squadra prima classificata era campione di Polonia e si qualificava per il primo turno preliminare della UEFA Champions League 1994-1995. La squadra classificata al secondo posto si qualificava per il turno preliminare della Coppa UEFA 1994-1995. La vincitrice della Coppa di Polonia veniva ammessa al turno preliminare della Coppa delle Coppe 1994-1995. Le ultime quattro classificate venivano retrocesse direttamente in II liga.

## Squadre partecipanti
| Club              | Città        | Stagione precedente                  |
| ----------------- | ------------ | ------------------------------------ |
| GKS Katowice      | Katowice     | 8º posto in I liga                   |
| Górnik Zabrze     | Zabrze       | 9º posto in I liga                   |
| Hutnik Cracovia   | Cracovia     | 14º posto in I liga                  |
| Lech Poznań       | Poznań       | Campione di Polonia                  |
| Legia Varsavia    | Varsavia     | 2º posto in I liga                   |
| ŁKS               | Łódź         | 3º posto in I liga                   |
| Polonia Varsavia  | Varsavia     | 1º posto nel girone est di II liga   |
| Pogoń Stettino    | Stettino     | 7º posto in I liga                   |
| Ruch Chorzów      | Chorzów      | 4º posto in I liga                   |
| Siarka Tarnobrzeg | Tarnobrzeg   | 11º posto in I liga                  |
| Sokół Pniewy      | Pniewy       | 2º posto nel girone ovest di II liga |
| Stal Mielec       | Mielec       | 6º posto in I liga                   |
| Stal Stalowa Wola | Stalowa Wola | 2º posto nel girone est di II liga   |
| Warta Poznań      | Poznań       | 1º posto nel girone ovest di II liga |
| Widzew Łódź       | Łódź         | 5º posto in I liga                   |
| Wisła Cracovia    | Cracovia     | 10º posto in I liga                  |
| Zagłębie Lubin    | Lubin        | 12º posto in I liga                  |
| Zawisza Bydgoszcz | Bydgoszcz    | 13º posto in I liga                  |

## Classifica finale
|       | Pos. | Squadra             | Pt | G  | V  | N  | P  | GF | GS | DR  |
| ----- | ---- | ------------------- | -- | -- | -- | -- | -- | -- | -- | --- |
|       | 1.   | Legia Varsavia (-3) | 48 | 34 | 19 | 13 | 2  | 72 | 24 | +48 |
|       | 2.   | GKS Katowice        | 47 | 34 | 17 | 13 | 4  | 52 | 28 | +24 |
|       | 3.   | Górnik Zabrze       | 46 | 34 | 17 | 12 | 5  | 56 | 32 | +24 |
| [ 1 ] | 4.   | ŁKS (-3)            | 42 | 34 | 17 | 11 | 6  | 49 | 24 | +25 |
|       | 5.   | Pogoń Stettino      | 41 | 34 | 11 | 19 | 4  | 39 | 24 | +15 |
|       | 6.   | Widzew Łódź         | 39 | 34 | 12 | 15 | 7  | 45 | 33 | +12 |
|       | 7.   | Ruch Chorzów        | 37 | 34 | 14 | 9  | 11 | 48 | 41 | +7  |
|       | 8.   | Hutnik Cracovia     | 37 | 34 | 12 | 13 | 9  | 33 | 30 | +3  |
|       | 9.   | Lech Poznań         | 35 | 34 | 12 | 11 | 11 | 39 | 32 | +7  |
|       | 10.  | Sokół Pniewy        | 33 | 34 | 11 | 11 | 12 | 41 | 40 | +1  |
|       | 11.  | Stal Mielec         | 31 | 34 | 11 | 9  | 14 | 32 | 45 | -13 |
|       | 12.  | Stal Stalowa Wola   | 30 | 34 | 8  | 14 | 12 | 25 | 37 | -12 |
|       | 13.  | Zagłębie Lubin      | 30 | 34 | 9  | 12 | 13 | 40 | 47 | -7  |
|       | 14.  | Warta Poznań        | 30 | 34 | 11 | 8  | 15 | 32 | 45 | -13 |
|       | 15.  | Wisła Cracovia (-3) | 22 | 34 | 6  | 13 | 15 | 30 | 46 | -16 |
|       | 16.  | Polonia Varsavia    | 19 | 34 | 4  | 11 | 19 | 28 | 61 | -33 |
|       | 17.  | Siarka Tarnobrzeg   | 19 | 34 | 5  | 9  | 20 | 25 | 57 | -32 |
|       | 18.  | Zawisza Bydgoszcz   | 17 | 34 | 4  | 9  | 21 | 30 | 70 | -40 |

Legenda:
      Campione di Polonia e ammessa alla UEFA Champions League 1994-1995.
      Ammessa alla Coppa delle Coppe 1994-1995.
      Ammessa alla Coppa UEFA 1994-1995.
      Retrocessa in II liga 1994-1995.
Note:
Due punti a vittoria, uno a pareggio, zero a sconfitta.
Il Legia Varsavia, il ŁKS e il Wisła Cracovia hanno scontato 3 punti di penalizzazione per gli avvenimenti dell'ultima giornata della stagione precedente.

## Risultati
|                   | Leg  | GKS  | GóZ  | ŁKS  | Pog  | Wid  | RuC  | Hut  | LcP  | Sok  | StM  | SSW  | ZaL  | War  | WiC  | Pol  | Sia  | Zaw  |
| ----------------- | ---- | ---- | ---- | ---- | ---- | ---- | ---- | ---- | ---- | ---- | ---- | ---- | ---- | ---- | ---- | ---- | ---- | ---- |
| Legia Varsavia    | –––– | 0-0  | 1-1  | 0-0  | 0-0  | 2-0  | 2-0  | 5-0  | 2-0  | 5-0  | 3-0  | 5-1  | 2-2  | 3-2  | 1-1  | 2-1  | 6-3  | 5-0  |
| GKS Katowice      | 1-1  | –––– | 1-1  | 1-2  | 1-1  | 1-1  | 1-0  | 3-0  | 2-1  | 3-0  | 2-0  | 2-2  | 1-0  | 3-0  | 1-0  | 3-1  | 0-1  | 3-0  |
| Górnik Zabrze     | 2-1  | 4-2  | –––– | 1-2  | 3-2  | 2-0  | 0-0  | 1-2  | 1-0  | 1-1  | 5-0  | 2-0  | 1-1  | 2-1  | 1-0  | 2-1  | 2-1  | 5-0  |
| ŁKS               | 0-1  | 1-2  | 2-2  | –––– | 2-0  | 0-0  | 5-0  | 0-0  | 1-0  | 1-0  | 5-0  | 3-0  | 2-0  | 4-1  | 1-1  | 1-1  | 1-0  | 2-0  |
| Pogoń Stettino    | 0-0  | 1-1  | 1-2  | 2-0  | –––– | 1-0  | 2-1  | 1-1  | 0-0  | 2-1  | 1-1  | 3-0  | 2-2  | 2-0  | 3-1  | 2-0  | 0-0  | 3-0  |
| Widzew Łódź       | 1-1  | 0-0  | 2-0  | 0-1  | 0-0  | –––– | 1-1  | 3-0* | 0-0  | 2-2  | 3-3  | 0-0  | 1-1  | 2-0  | 3-2  | 2-2  | 2-1  | 2-3  |
| Ruch Chorzów      | 0-2  | 0-1  | 3-1  | 4-1  | 1-1  | 0-2  | –––– | 0-0  | 3-2  | 3-2  | 3-0  | 1-0  | 2-2  | 1-1  | 1-0  | 5-0  | 2-0  | 3-2  |
| Hutnik Cracovia   | 0-0  | 3-1  | 0-0  | 0-0  | 1-1  | 0-1  | 1-1  | –––– | 2-0  | 1-0  | 0-0  | 2-0  | 2-1  | 0-2  | 1-0  | 1-0  | 3-0  | 0-1  |
| Lech Poznań       | 2-1  | 1-1  | 0-0  | 0-1  | 1-1  | 3-1  | 1-1  | 0-2  | –––– | 2-0  | 0-1  | 1-0  | 4-0  | 1-0  | 3-1  | 1-1  | 2-1  | 3-2  |
| Sokół Pniewy      | 1-2  | 2-2  | 1-0  | 0-0  | 0-0  | 0-1  | 2-2  | 2-1  | 0-0  | –––– | 0-1  | 0-0  | 1-0  | 2-0  | 5-0  | 5-0  | 1-1  | 2-1  |
| Stal Mielec       | 1-3  | 1-2  | 0-1  | 0-0  | 0-0  | 0-0  | 0-1  | 1-0  | 1-0  | 0-3  | –––– | 2-0  | 1-0  | 1-1  | 4-0  | 3-0  | 3-0  | 1-0  |
| Stal Stalowa Wola | 1-1  | 0-1  | 1-1  | 0-0  | 2-2  | 1-2  | 3-1  | 0-0  | 1-1  | 2-0  | 1-0  | –––– | 0-0  | 0-0  | 0-0  | 2-2  | 0-0  | 1-0  |
| Zagłębie Lubin    | 1-2  | 1-2  | 2-2  | 2-6  | 0-0  | 1-3  | 1-0  | 3-2  | 2-2  | 0-1  | 2-1  | 0-1  | –––– | 5-0  | 0-0  | 1-0  | 0-0  | 3-2  |
| Warta Poznań      | 0-0  | 0-2  | 1-3  | 2-0  | 1-0  | 1-1  | 2-0  | 1-1  | 1-1  | 0-1  | 1-2  | 0-1  | 2-1  | –––– | 1-0  | 2-0  | 1-0  | 2-1  |
| Wisła Cracovia    | 1-1  | 1-1  | 1-1  | 1-2  | 1-1  | 1-0  | 0-2  | 1-2  | 0-1  | 1-1  | 2-0  | 1-2  | 1-1  | 2-2  | –––– | 2-0  | 0-0  | 2-0  |
| Polonia Varsavia  | 1-2  | 1-1  | 2-2  | 0-2  | 0-1  | 0-3  | 0-3  | 0-0  | 1-0  | 1-1  | 1-1  | 3-2  | 0-1  | 1-2  | 1-2  | –––– | 2-1  | 1-1  |
| Siarka Tarnobrzeg | 1-4  | 1-1  | 0-3  | 3-1  | 0-2  | 2-2  | 0-1  | 0-4  | 0-3  | 2-3  | 3-1  | 1-0  | 0-2  | 2-1  | 1-2  | 0-2  | –––– | 0-0  |
| Zawisza Bydgoszcz | 0-6  | 0-3  | 0-1  | 0-0  | 1-1  | 1-4  | 3-2  | 1-1  | 1-3  | 3-1  | 2-2  | 0-1  | 1-2  | 0-1  | 2-2  | 2-2  | 0-0  | –––– |